# Aeroport de París-Orly
L'Aeroport de París-Orly (codi IATA: ORY, codi OACI: LFPO) (en francès: Aéroport Paris-Orly) és un aeroport de l'Illa de França situat a catorze quilòmetres al sud de París, a prop de la ciutat d'Orly. El recinte aeroportuari i les seves pistes estan repartides entre els departaments d'Essonne i de Val-de-Marne. L'aeroport està dividit en dues terminals, la Terminal Sud i la Terminal Oest, i disposa de 3 pistes d'aterratge. També compta amb una terminal de càrrega i una àrea de manteniment.
L'Aeroport de París-Orly és la segona infraestructura aeroportuària més important de França després de l'Aeroport de París-Charles de Gaulle i l'onzè aeroport més transitat d'Europa, havent gestionat 25.203.000 passatgers durant l'any 2010. L'aeroport és operat per Aéroports de Paris i és utilitzat principalment per als vols nacionals i europeus, al nord d'Àfrica, a l'Orient Mitjà i a les dependències d'ultramar franceses.

## Estadístiques
See source Wikidata query and sources.

## Aerolínies i destinacions
| Companyia                              | Destinacions | Terminal   |
| -------------------------------------- | --- | ---------- |
| Aigle Azur                             | Alger, Annaba, Bamako, Beirut, Bugia, Berlín-Tegel, Biskra, Conakry, Constantina, Faro, Funchal, Lisboa, Milà-Malpensa, Moscou-Domodédovo, Orà, Pequín-Capital, Porto, São Paulo/Campinas, Sétif, Tlemcen | Oest / Sud |
| Air Algérie                            | Alger, Annaba, Batna, Bejaïa, Biskra, Constantina, Orà, Sétif, Tlemcen | Sud        |
| Air Caraïbes                           | Cayenne, Fort-de-France, l'Havana, Pointe-à-Pitre, Port-au-Prince, Punta Cana, Santiago de Cuba, Santo Domingo-Las Américas, Sint Maarten, Cancún de temporada: San Salvador (Bahames) | Sud        |
| Air Corsica                            | Ajaccio, Bastia, Figari | Oest       |
| Air Europa                             | Madrid, Palma | Oest       |
| Air France                             | Ajaccio, Bastia, Biarritz, Bordeus, Brest, Calvi, Cayenne, Clarmont d'Alvèrnia, Figari, Fort-de-France, Lió, Marsella, Montpeller, Nantes, Niça, Nova York-JFK, Pau, Perpinyà, Pointe-à-Pitre, Quimper, Saint-Denis, Toló, Tolosa de Llenguadoc | Oest / Sud |
| Air Malta                              | Malta | Oest       |
| Alitalia                               | Milà-Linate | Oest       |
| British Airways                        | Londres-City | Oest       |
| Corsair International                  | Antananarivo, Dakar (finalitza el 31 de gener del 2019), Fort-de-France, l'Havana, Maurici, Miami, Pointe-à-Pitre, Saint-Denis de la Réunion, Saint-Martin de temporada: Montréal-Trudeau | Sud        |
| Cubana de Aviación                     | L'Havana, Santiago de Cuba | Sud        |
| easyJet                                | Atenes, Berlín-Schönefeld, Faro, Milà-Linate, Nàpols, Niça, Pisa, Roma-Ciampino, Tolosa, Venècia-Marco Polo de temporada: Bríndisi, Dubrovnik, Míkonos, Òlbia, Palerm | Sud        |
| easyJet operat per easyJet Switzerland | Ginebra | Sud        |
| French Bee                             | Papeete, Saint-Denis, San Francisco | Sud        |
| HOP!                                   | Agen, Aurillac, Briva, Calvi, Castres, Figari, La Rochelle, Lourdes/Tarbes | Oest       |
| Iberia                                 | Madrid | Oest       |
| Icelandair                             | Reykjavík-Keflavík | Oest       |
| La Compagnie                           | Nova York-Newark | Sud        |
| Norwegian Air Shuttle                  | Bergen, Copenhaguen, Hèlsinki, Nova York-Newark, Oslo-Gardermoen | Sud        |
| Pegasus Airlines                       | Istanbul-Sabiha Gökçen | Sud        |
| Rossiya                                | Moscou-Vnukovo | Sud        |
| Royal Air Maroc                        | Agadir, Casablanca, Essaouira, Fes, Marràqueix, Ouarzazate, Oujda, Rabat, Tànger | Sud        |
| TAP Portugal                           | Lisboa, Porto | Oest       |
| Transavia                              | Amsterdam | Sud        |
| Transavia France                       | Agadir, Alacant, Antalya, Arrecife, Beirut, Catània, Cracòvia, Djerba, Fes, Funchal, Granada, Iràklio, Hurghada, Esmirna, Gran Canària, Luxor, Marràqueix, Monastir, Oujda, Palerm, Porto, Rabat, Rodes, Sevilla, Taba, Tànger, Tozeur, Viena xàrter: Cap Skiring, Dakar, Ivalo de temporada: Bríndisi, Dakhla (comença el 30 d'octubre del 2019), Menorca, Nador, Òlbia, Sal-Amílcar Cabral (del 18 de desembre del 2021 al 26 de març del 2022), Tenerife Sud | Sud        |
| Tunisair                               | Djerba, Monastir, Tunis | Sud        |
| TUI fly Belgium                        | de temporada: Agadir, Casablanca, Marràqueix, Oujda, Rabat, Tànger | Sud        |
| Twin Jet                               | Le Puy-en-Velay, Llemotges | Oest       |
| Vueling                                | Alacant, Alger, Astúries, Barcelona, Copenhaguen, Florència, Lanzarote, Lisboa, Màlaga, Milà-Malpensa, Orà, Palerm, Porto, Roma-Fiumicino, Tenerife Sud, València de temporada: Eivissa, Menorca, Palma, Tenerife-Nord | Oest       |